# Magyar agrártörténeti életrajzok
A Magyar agrártörténeti életrajzok többkötetes, lexikonszerű életrajzi gyűjtemény, amely a Magyarországon tevékenykedő mezőgazdasági szakemberek gyűjtötte egybe.

## Története
A Magyar agrártörténeti életrajzok gondolatát Für Lajos (1930–2013), a Magyar Mezőgazdasági Múzeum munkatársa vetette fel még az 1960-as évek végén. A mű célja kettős volt: egyfelől a különböző agrár-szakemberek szétszórt életrajzainak egységes gyűjteménye, másfelől az elfeledett, más lexikonokból kiszorult agrár-szakemberek munkásságának szélesebb körben való megismertetése. 1972-ben a Magyar Tudományos Akadémia Agrártörténeti Bizottsága jóváhagyólag támogatta a tervet, ám a kivitelezésre anyagi gondok miatt nem került sor. 1980-ban ismét előkerült a gondolat, ám ekkor az a döntés született, hogy először egy kisebb kötetben mintegy 100 fő életrajzát tárják a nagyközönség elé. Ennek eredményeként született meg 1985-ben az egyébként 701 nyomtatott oldalas Agrártörténeti életrajzok  c. munka a Magyar Mezőgazdasági Múzeum kiadásában. Ennek folytatása lett végül a Magyar agrártörténeti életrajzok, amely 1987 és 1989 között 3 vaskos kötetben látott napvilágot szintén a Múzeum kiadásában.
A munka teljes terjedelme 2366 nyomtatott oldal, és 587 személy életrajzát öleli fel (amelyekben szerepelnek az 1 kötetes mű életrajzai is). A munkában számos muzeológus vett részt, a szerkesztési feladatokat Für Lajos és Pintér János irányította.
Az egyes életrajzok végén az adott személy jelentősebb műveinek és a róla szóló irodalomnak kis listái találhatók. A mű csak elhunyt személyek adatait tartalmazza. Már a 3. kötet megjelenése után nem sokkal felmerült a kiegészítések gondolata, azonban ez azóta sem (2022) történt meg.

## Munkatársak
A mű tartalomjegyzéke alapján:
- Szabó Lóránd
- Für Lajos
- Pintér János
- Taraba Mária
- Balassa Iván
- P. Hartyányi Borbála
- P. Erményi Magdolna
- Kassai M. Katalin
- Takács István
- Balázs György
- Wohlné Nagy Ágota
- V. Góz Gabriella
- Fülöp Éva Mária
- Kotlár Károly
- Mártha Zsuzsánna
- Fehér György
- Laposa József
- Noseda Tiborné
- Oroszi Sándor
- Pálmány Béla
- Saraba Mária
- Udvary Ágnes
- Vezér Amália
- Molnár Imre
- Virány Judit
- Ernst József
- Noseda Tiborné
- Knézy Judit
- Réz Gyula
- Matolcsi János
- Takács Imre
- Nagy Zsófia
- Kurucz György
- Bökönyi Sándor
- Szöllősy Gábor
- Palóczi Horváth András
- Bácskai Erzsébet
- Székelyhidy Iván
- Török Zsófia
- Farkas Gyöngyi
- Vajkai Zsófia

## Kötetbeosztás
| Kötetszám  | Kötetcím | Kiadási év | Oldalszám |
| ---------- | -------- | ---------- | --------- |
| I. kötet   | A–H      | 1987       | 866       |
| II. kötet  | I–P      | 1988       | 796       |
| III. kötet | R–Zs     | 1989       | 701       |